# Кольорознавство

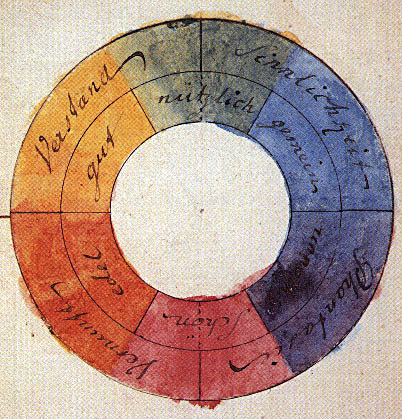
Акварель Гете (1809)

Кольорознавство, кольорологія — аналіз процесу сприйняття і розрізнення кольору на основі систематизованих знань з фізики, фізіології й психології.
Кольорознавство складається з:
- фізичної теорії кольору;
- теорії колірного зору;
- теорії вимірювання та кількісного вираження кольору.

Суб'єктивний аспект сприйняття кольору можна розглядати також, як кваліа.
Також: кольорознавство — дисципліна, що викладається у художніх та художньо-промислових навчальних закладах. В українській мові виокремлюють лексико-семантичну групу кольоративів.

## Колір та його роль у композиції
Колір відіграє важливу роль у нашому житті та діяльності. У природі немає нічого безколірного. Людина живе у різнобарвному світі. Одні кольори дуже яскраві й чисті, інші бліді й настільки невизначені, що деколи важко підібрати їм назву.
Поняття кольору та його сприйняття дуже складні. Кольорознавство охоплює питання пов'язані з фізикою, психологією, світлотехнікою, медициною, технікою, мистецтвом.
Колір — властивість тіл викликати визначені зорові відчуття у відношенні зі спеціальним спектральним складом та інтенсивністю відображеного або випроміненого видимого випромінювання. Встановлено, що людським оком сприймаються світлові коливання з довжиною хвилі від 380 до 760 нм (1 нм = 10−9 м). Довжина хвилі позначається через λ (лямбда).
Кольори спектра чергуються в такій послідовності: червоний, помаранчевий, жовтий, зелений, блакитний, синій, фіолетовий.
Око людини має різне відчуття до хвиль різної довжини. Найбільшу чутливість око має в області жовто-зелених променів. Максимум видимості відповідає зеленим променям з довжиною хвилі 550 нм.
1666 року Ньютон пропустив сонячні промені через тригранну призму і побачив спектральну смугу, яка складалася із гамми (сім) різних кольорів. Дизайнери зазвичай створюють колірну композицію за правилами так званого «Колірного кола». Це основний інструмент, що використовується для поєднання кольорів у єдину схему. Його було створено швейцарським художником і теоретиком мистецтва Йоганнесом Іттеном. Він додав кольорів до основного кола, створеного Ньютоном, таким чином показавши, що відбувається при змішуванні кольорів.

## Характеристика кольору
Частина світлового потоку, досягаючи поверхні тіла, відображається, а частина поглинається і переходить в інші види енергії, як правило в теплову. Залишок світлового потоку пропускає крізь себе. Ці явища характеризуються коефіцієнтами відображення (ρ), пропускання та поглинання тіла.
Існує два основних типи відображення:
- дзеркальне;

- дифузійне.

За дзеркального відображення кут падіння дорівнює куту відображення. При дифузійному відображенні промінь відображається у всіх напрямках. Для відображеного світла коефіцієнт поглинання й, відповідно, коефіцієнт відображення змінюються залежно від довжини хвилі, тобто коефіцієнт відображення є функцією довжини хвилі.

## Ахроматичні та хроматичні кольори
Всі кольори поділяються на дві групи:
- ахроматичні;

- хроматичні.

До ахроматичних відноситься білий, чорний і всі відтінки сірого кольору. До хроматичних відносяться всі спектральні кольори: червоний, помаранчевий, жовтий, зелений, блакитний, синій, фіолетовий, пурпуровий зі всіма відтінками й переходами.
Хроматичних кольорів велика кількість, проте людське око здатне відрізняти один від одного лиш обмежену кількість, приблизно 300.
Ахроматичні кольори відрізняються один від одного тільки світлотою. Тіла, які мають ахроматичний колір характеризуються незбирним поглинанням, тобто їхній коефіцієнт відображення однаковий для всіх довжин хвиль.
Тіла, які мають хроматичний колір, характеризуються збірним поглинанням і відповідно, їхній коефіцієнт відображення різний для різних довжин хвиль.
Хроматичний колір має три властивості:
- колірним тоном;
- світлотою;
- насиченістю.

## Закони змішування кольорів
- 1-й закон: для кожного хроматичного кольору можна знайти інший хроматичний колір, який при змішуванні у певній пропорції з першим дає ахроматичний колір. Така пара хроматичних кольорів називається додатковими кольорами. Наприклад, до червоних кольорів додатковими кольорами будуть блакитно-зелені; до оранжевих — блакитні; до жовтих — сині; до зелених — пурпурові; до жовто-зелених — фіолетові. На колірному крузі додаткові кольори лежать на кінцях одного діаметра.
- 2-й закон: змішування двох не додаткових кольорів хроматичних різних колірних тонів дає завжди новий тон, який лежить у колірному крузі між колірними тонами змішуваних кольорів. Наприклад, змішуючи червоний і жовтий кольори одержимо помаранчевий колір, змішуючи червоний і синій — фіолетовий або пурпуровий. З другого закону випливає, що із будь-яких трьох кольорів (наприклад, червоний, зелений, синій) розміщених на колірному крузі приблизно на однаковій віддалі один відносно одного, можна одержати, змішуючи у визначених пропорціях, всі можливі колірні тони.
- 3-й закон: результат змішування залежить від змішуваних кольорів, а не від спектрального складу світлових потоків, які викликають ці кольори. Завжди можна замінити спектральний помаранчевий сумішшю червоного з жовтим і колір суміші від цього не зміниться.

Наслідком цього закону є те, що при змішуванні трьох і більше кольорів результат буде таким самим, якби по черзі змішати кольори парами, а потім скласти результати змішування цих пар. Промені, які йдуть із різних джерел ніби складаються один з одним. Такий вид змішування кольорів називають складальним або адитивним.

## Колірний та яскравісний контрасти
Колірним контрастом називається зміна кольору, яка відбувається внаслідок його сусідства з іншими кольорами.
Яскравісним контрастом називається зміна яскравості або світлоти кольору під дією сусідніх кольорів.
Яскравісний контраст математично виражається не різницею яскравості, а відношенням їхньої різниці до більшої яскравості: при r1>r2
Kr= (r1- r2)/r1
де r1 і r2 — коефіцієнти яскравості двох предметів, що порівнюються;
Kr — яскравісний контраст, який завжди менший від одиниці.

## Зір і колірне сприйняття
Око, зоровий нерв і зоровий центр головного мозку складають фізіологічну основу органів зору. Близько 90 % інформації людина одержує через органи зору. У процесі зорового сприйняття простору людина пізнає колір, тобто бачить визначений колір. Проте, зустрічаються люди, які не можуть розрізняти кольори. Таких людей поділяють на три групи:
1 група: люди, які добре розрізняють кольори спектра, проте їм потрібен підвищений колірний подразник внаслідок послаблення колірного сприйняття;
2 група: люди зі значним розладом колірного зору (червоно-зелена сліпота). Для цих осіб спектр складається з жовто-блакитних кольорів;
3 група: люди з повною колірною сліпотою (ахроматизм). Для цих осіб світ безколірний, як чорно-біла фотографія.
Найпродуктивнішою робота зору може бути при освітленні, на рівні 150—200 лк. Велике значення при сприйнятті кольору та світла має явище адаптації — пристосованості зорового апарату до будь-якої освітленості.

## Психофізіологічний вплив кольору. Колірні гармонії
Психофізіологічний вплив на людину в емоціональному плані дуже великий. Колір може заспокоювати, хвилювати, радувати, пригнічувати тощо. Викликати відчуття теплоти й холоду, бадьорості й втоми, розширювати та звужувати простір, стимулювати зір, мозок, нерви; допомагати лікуванню хворих.
- Червоний колір — збудливий, гарячий, енергійний, життєрадісний. Має найдовшу хвилю, стимулююче впливає на мозок, сприяє збільшенню мускульної напруги, підвищенню тиску крові та ритму дихання. Активізує гормональну систему, підвищує працездатність, створює відчуття тілесного тепла.
- Жовтогарячий — яскравий, викликає радість, покращує настрій. Заряджає енергією, допомагає боротися зі стресом. Також сприяє покращенню перетравлення їжі та прискоренню руху крові.
- Жовтий — стимулює зір, роботу головного мозку, позитивно впливає на моторику. Стимулює уяву. Колір гарного настрою, допомагає боротися з апатією та відчуттям тривоги.
- Зелений — заспокійливо діє на нервову систему, знижує головний біль, знімає втому та роздратування.
- Блакитний — легкий, свіжий, небесний. Знімає надмірну збудженість та гнів. Колір ясного розуму, сприяє розвиткові творчих здібностей, покращенню здатності до концентрації.
- Синій — холодний, спокійний, благородний колір. Заспокоює, знімає агресію. Стимулює розумові здібності, покращує пам'ять.
- Фіолетовий — покращує роботу серця, судин та легенів, підвищує витривалість організму. Допомагає заспокоїти розум та упорядкувати думки. Також вважається кольором смутку та скорботи.
- Коричневий — теплий, гармонійний; створює спокійний настрій, виражає стійкість та міцність предметів.
- Сірий — холодний, спокійний, відсторонений. При тривалому спогляданні навіює сум, сонливість.
- Білий — легкий, вільний. Символ чистоти та рівноваги. Добре поєднується з іншими кольорами. Як правило, не набридає. Вважається кольором гармонії, оскільки одночасно передає і блиск променів, і холод льоду.
- Чорний — суворий, зібраний, елегантний. Так само як і синій, допомагає настроїтись на інтелектуальну роботу. При тривалому спогляданні понижує настрій. Зазвичай, у невеликій кількості застосовується для контрасту.

## Світло та колір
Джерело природного світла — сонце. Денне світло змінюється кількісно: від декількох сотень люксів в тіні, до 80…100 лк на сонці; у літні місяці зовнішня освітленість коливається від 10 000 до 70 000 лк, зимового — від 10 000 до 25 000 лк.